# Cayos Cochinos

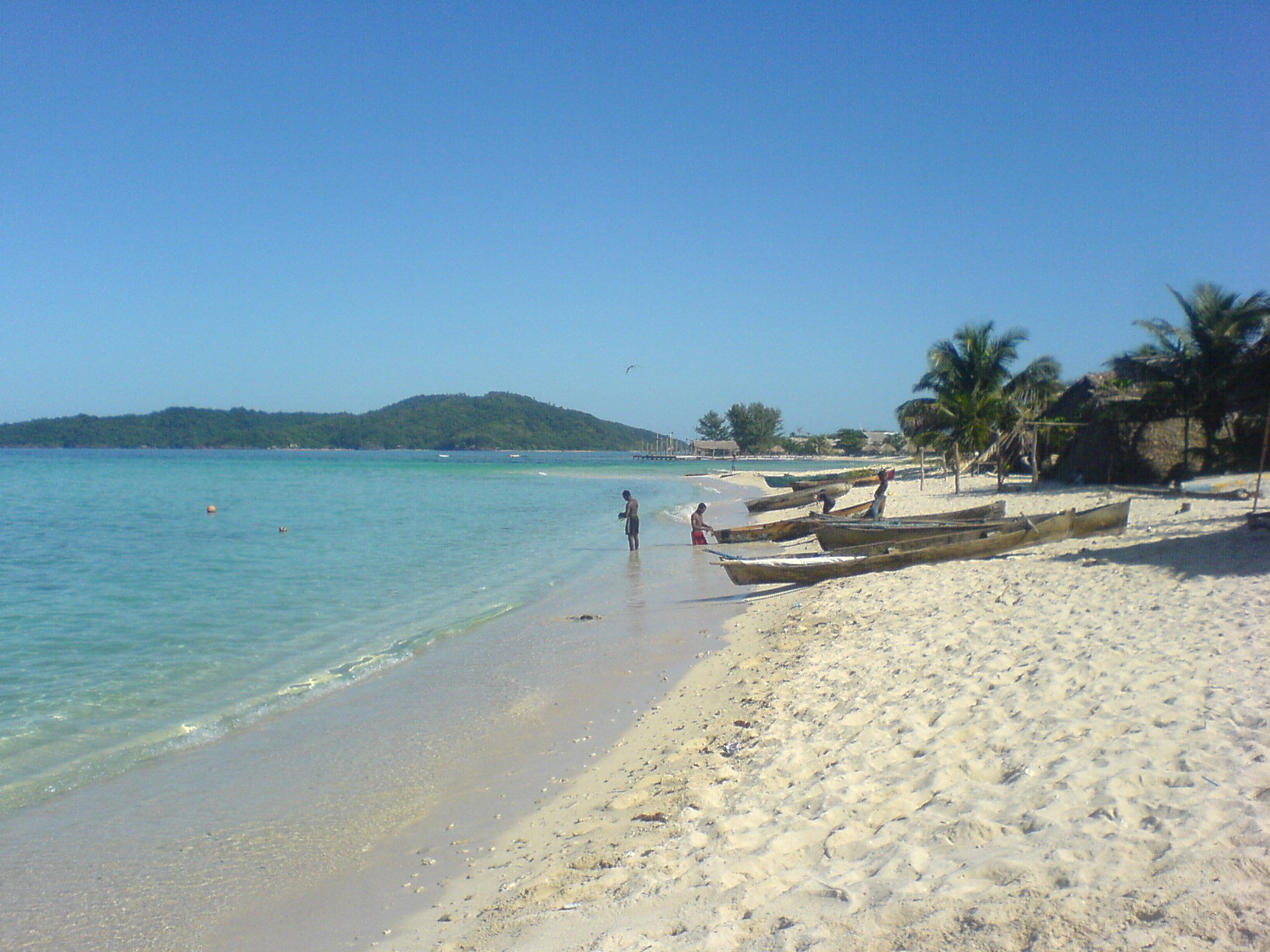
Plaża na Cayos Cochinos

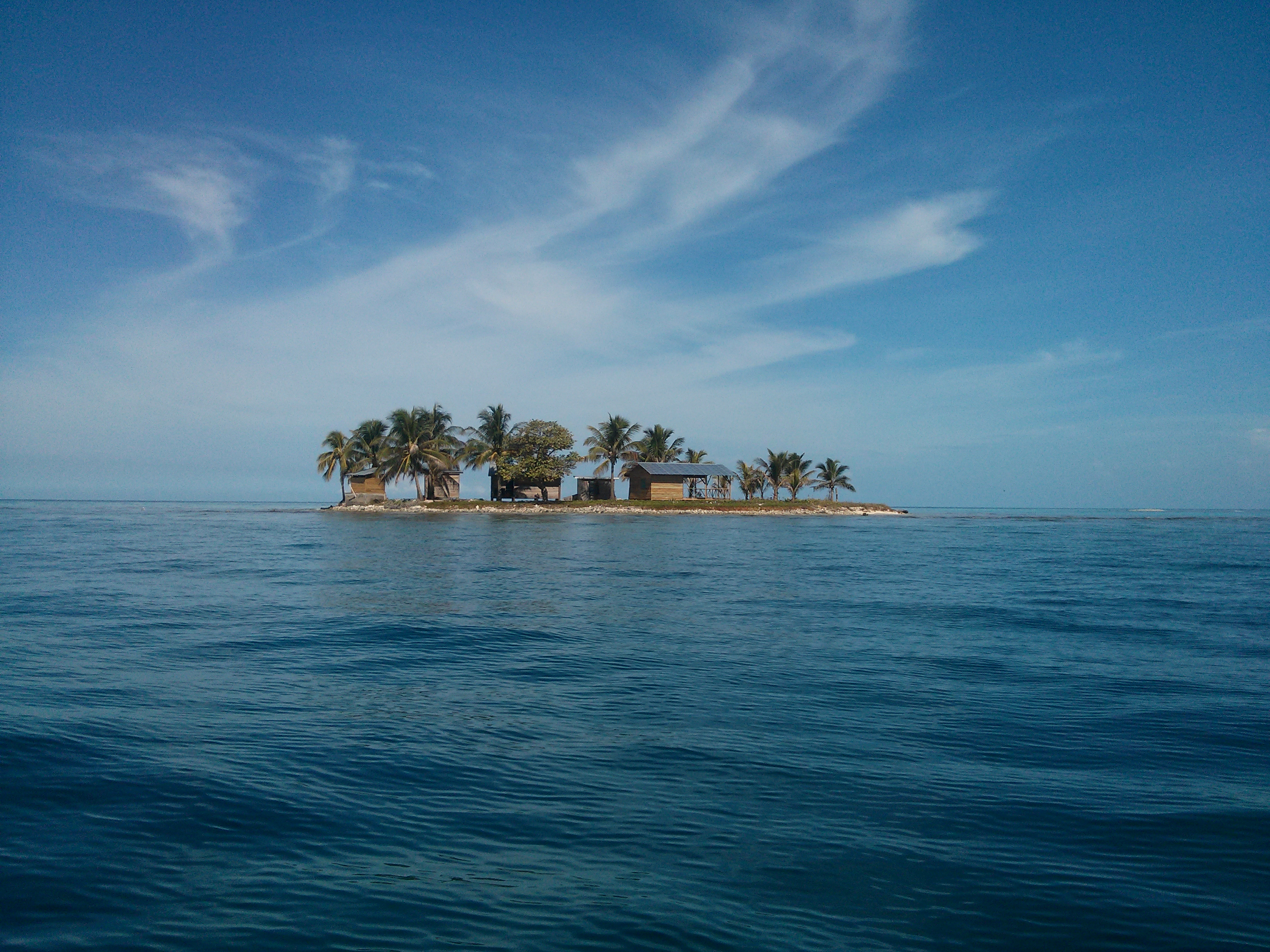
Prywatna wysepka

Cayos Cochinos – dwie małe wyspy (Cayo Menor i Cayo Grande) i 13 małych raf koralowych położonych 30 km na północny wschód od miasta La Ceiba, na północnym wybrzeżu Hondurasu.
Mimo że są geograficznie odrębne, należą do departamentu Islas de la Bahía i są częścią gminy Roatán. Należą do Mezoamerykańskiego Systemu Raf Koralowych, który jest drugim co do wielkości systemem raf koralowych na świecie.
Jedynymi mieszkańcami wysp są rybacy Garifuna i kilka lokalnych rodzin, łącznie ok. 100 osób. Obszar ten jest chroniony i należy do ekologicznego rezerwatu morskiego. Połowy mogą prowadzić wyłącznie mieszkańcy wyspy.